# Hiroaki Terao
Hiroaki Terao (jap. 寺尾 宏明, Terao Hiroaki; * 13. August 1951 in der Präfektur Tokio) ist ein japanischer Mathematiker auf dem Fachgebiet Algebra.

## Leben
Universitäre Abschlüsse machte er 1974 und 1976 an der Universität Tokio und einen weiteren 1981 an der Universität Kyōto. Von 1977 bis 1991 wirkte er als Mathematiker an der International Christian University, einer privaten Universität in Mitaka. Dann war er an der University of Wisconsin–Madison tätig, dort von 1993 bis 1999 als Professor. Zugleich hatte er von 1996 bis 1998 an der Universität Hokkaidō eine Professur inne. Von 1998 bis 2006 war er Professor an der Tokyo Metropolitan University. Seit 2006 ist er wieder Professor an der Universität Hokkaidō. Dort war er von 2013 bis 2015 auch Dekan und ist dort seit 2015 auch Vizepräsident.
Auswärtige Forschungstätigkeiten führten ihn 1992 an das Mittag-Leffler-Institut und 1995 an das Max-Planck-Institut für Mathematik sowie 1997 und 2004 an das Mathematical Sciences Research Institute.

## Teraos Vermutung
Terao stellte erstmals 1983 eine Vermutung auf, die sich als Meilenstein in ihrem Fachgebiet erwies und umfangreiche Forschungen nach sich zog. Sie bezieht sich auf Arrangements von Hyperebenen und besagt, dass die Freiheit des Moduls der Derivationen eine rein kombinatorische Eigenschaft seines Schnittverbandes ist. Ein vollständiger Beweis oder Gegenbeweis konnte bis heute allerdings nicht erbracht werden. Einige untersuchte Details bestätigten die Vermutung. Weitere untersuchte Details stehen jedoch nicht im Einklang mit der Vermutung, sodass ihre universelle Gültigkeit heute angezweifelt wird und sie eher als Spezialfall gilt.